# Yao Yecheng
Yao Yecheng (姚冶誠, 1889–1972), juntamente com Chen Jieru (陳潔如, "Jennie", 1906–1971) foi uma das duas concubinas do líder nacionalista chinês Chiang Kai-shek (蔣介石, 1887–1975), durante a época em que este último também estava em um casamento arranjado com Mao Fumei (毛福梅, 1882–1939). Em 1921, Chiang casou-se com Jennie. Em 1927, Chiang divorciou-se de Mao Fumei e exilou Jennie, negando qualquer associação com a última. No agitado ano de 1927, Chiang também deixou Yao e se casou com Soong May-ling (宋美齡, "Meiling", "Madame Chiang", 1897–2003).
Yao era uma sing-song girl a quem Chiang "tomou como sua concubina", embora na época ela "pertencia a um homem idoso que ficou com ciúmes de sua relação" com Chiang. Quando ela estava servindo uma sopa quente em uma refeição tanto para Chiang como para o então patrono idoso, o mais velho agarrou a tigela e esvaziou-a sobre a cabeça dela enquanto repreendia-a sobre os contatos com Chiang - uma agressão na qual "o líquido em ebulição a desfigurou, e arruinou a sua carreira de entreter os homens em casas de chá."
Yao viveu com Chiang por um tempo em uma casa de campo na rua 99 Daichengqiao em Suzhou.  A espaçosa casa de campo, mais tarde renomeado Garden Hotel Suzhou, ainda está de pé e foi utilizada pelo governo comunista chinês como uma "casa de hóspedes oficial do estado para os líderes do Partido, do Estado e de países estrangeiros" e celebridades visitantes.  Atualmente é um hotel aberto ao público em geral.
Chiang confiou a Yao a paternidade de seu filho adotivo Chiang Wei-kuo (蔣緯國, "Wego", 1916–1997). O jovem "Wego" cresceu para o estudo de táticas militares na Alemanha nazista onde comandou uma unidade Panzer, antes de ser transferido a China em 1938, onde ele foi rapidamente promovido através de postos até major-general no Exército Nacional Revolucionário do Kuomintang; mais tarde foi um oficial sênior nas Forças Armadas da República da China em Taiwan (até 1964, quando foi transferido para um status de figura decorativa após o Incidente de Hukou).
Yao morreu em Taipei em 1972, aos 83 anos.